# Poste de sécurité microbiologique
Pour les articles homonymes, voir ESB.
Un poste de sécurité microbiologique (PSM) ou enceinte de sécurité biologique (ESB) est une enceinte destinée à assurer la protection de l'utilisateur et de l'environnement contre les dangers liés aux aérosols dans la manipulation de micro-organismes dangereux, l'air rejeté dans l'atmosphère étant filtré.

## Classes des PSM

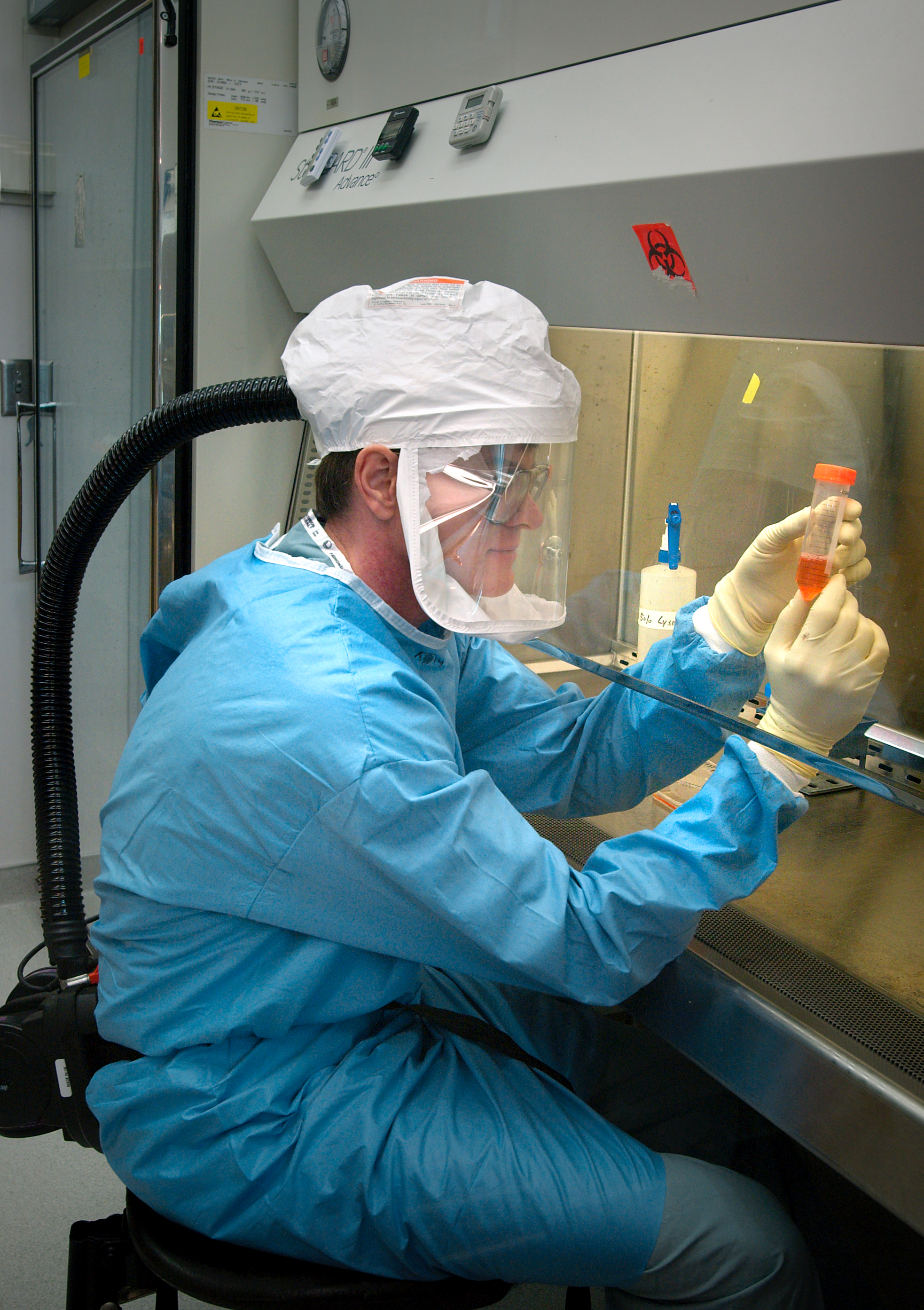
Microbiologiste travaillant sur le virus Influenza sous un PSM.

Dans le cadre de la manipulation de micro-organismes ou de produits pathogènes, il convient de mettre en œuvre une protection de l'opérateur et de son environnement. Celle-ci peut être conjuguée à une protection du produit manipulé, si sa sensibilité à la contamination particulaire l'exige.
- PSM de classe I : Construit de façon à protéger l'opérateur et à contrôler la fuite de contaminants particulaires aéroportés générés à l'intérieur du poste. L'air aspiré est rejeté dans l'ambiance de travail après passage au travers d'un filtre HEPA.

- PSM de classe II : Le risque de contamination du produit et de contamination croisée est faible et la fuite de contaminants particulaires aéroportés générés à l'intérieur du poste est contrôlée.

Ces équipements vont organiser l'écoulement de manière à orienter un flux d'air filtré vers le produit manipulé. Une veine de garde située à l'avant du plan de travail guide l'écoulement de l'air prélevé au niveau de l'opérateur sous le plan de travail. L'air, puisé dans l'ambiance de travail, pénètre dans le PSM par la veine de garde et est acheminé vers le plénum, soit directement, soit après passage au travers d'un filtre HEPA placé sous le plan de travail. Ce flux transitera soit au travers du filtre HEPA de soufflage, soit au travers du filtre HEPA d'extraction.
La distribution des flux s'effectue ainsi :
- 30 % de l'air est aspiré en permanence au niveau de l'opérateur ;
- 70 % de l'air est recyclé vers le plan de travail et passe au travers du filtre de soufflage ;
- 30 % de l'air pris dans le plénum passe au travers du filtre d'extraction.

La vitesse moyenne d'aspiration au niveau de l'ouverture frontale du PSM doit être de 0,4 m/s.
- PSM de classe III : La zone de travail est totalement fermée et l'opérateur est séparé de ses manipulations par une barrière physique. L'alimentation en air est continue et l'air rejeté est traité pour éviter toute dissémination des micro-organismes.

## Critères de performance pour les postes de sécurité microbiologique
La norme définit les critères de performance minimaux pour les PSM utilisés avec des micro-organismes, en ce qui concerne la protection de l'opérateur, de l'environnement, de l'expérience et la contamination croisée à l'intérieur du poste de sécurité.

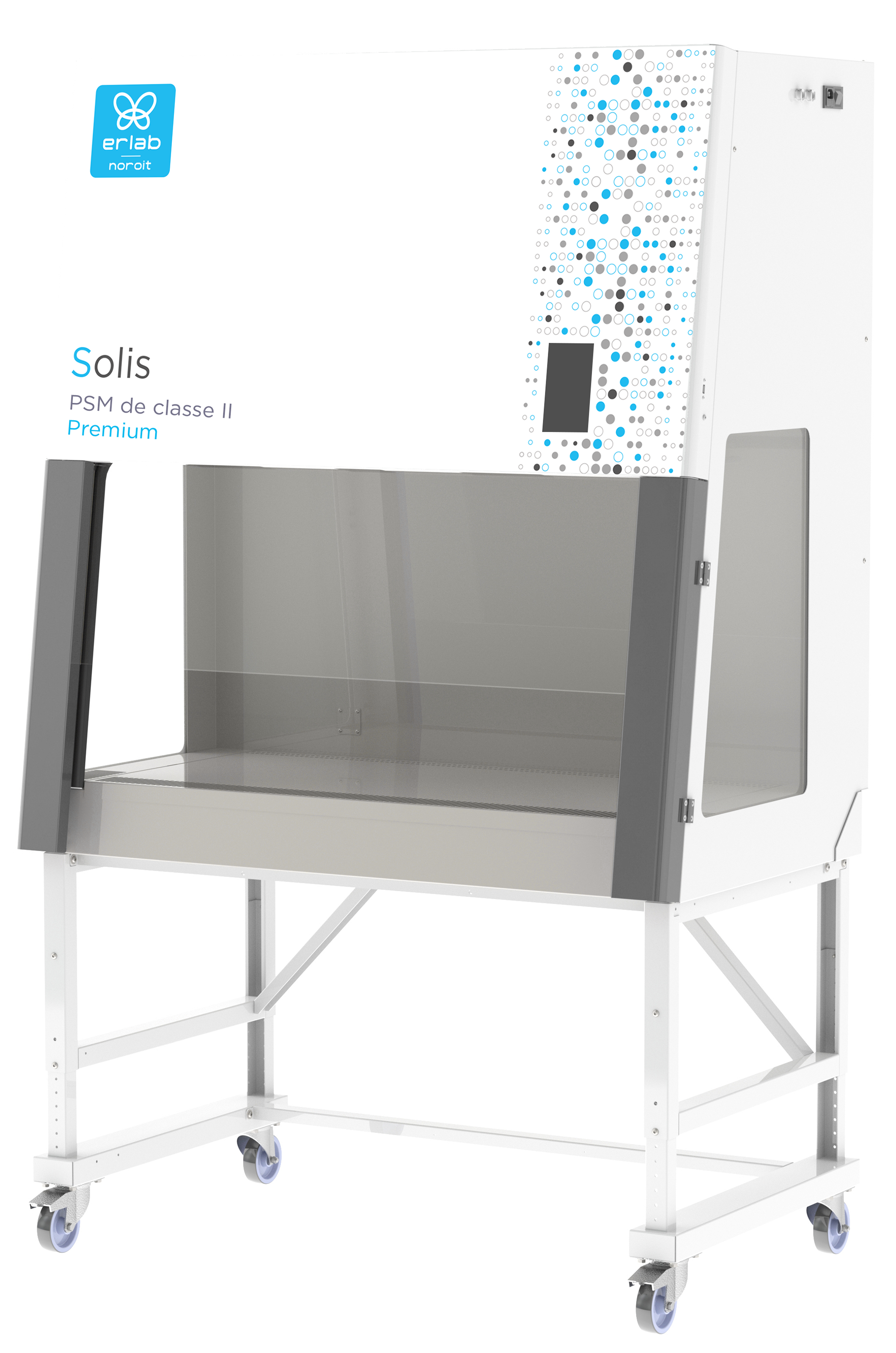
PSM de type II

Selon la norme EN 12469, la protection des opérateurs dans un PSM de classe II repose principalement sur la création d'une barrière d'air entre l'utilisateur et sa manipulation (confinement) et sur la filtration de l'air extrait sur des filtres à haute efficacité particulaire (H14, selon EN 1822-1).  